# Богоявленский храм (Торопец)
Церковь Богоявления Господня — православный храм в городе Торопце Тверской области. В настоящее время храм не действует, в его здании располагается Торопецкий краеведческий музей.

## История
Богоявленский храм был построен в 1771 году (по другим данным в 1765; есть данные что в 1762—1766) на средства торопецкого купца Фёдора Гундарева.
Храм имел три престола: главный во имя Богоявления Господня, придельные во имя святого великомученика Феодора Тирона и в честь Сретения Господня. 
В 1876 году Богоявленская церковь была приписана к Корсунскому собору, но в 1883 году вновь стала самостоятельной. Причт храма на тот момент состоял из священника и псаломщика.
В 1892 году к храму был приписан кладбищенский храм Жён Мироносиц, находившийся на южной окраине города.
В 1960 году храм был объявлен памятником градостроительства и архитектуры федерального (государственного) значения.

Богоявленский храм до революции.
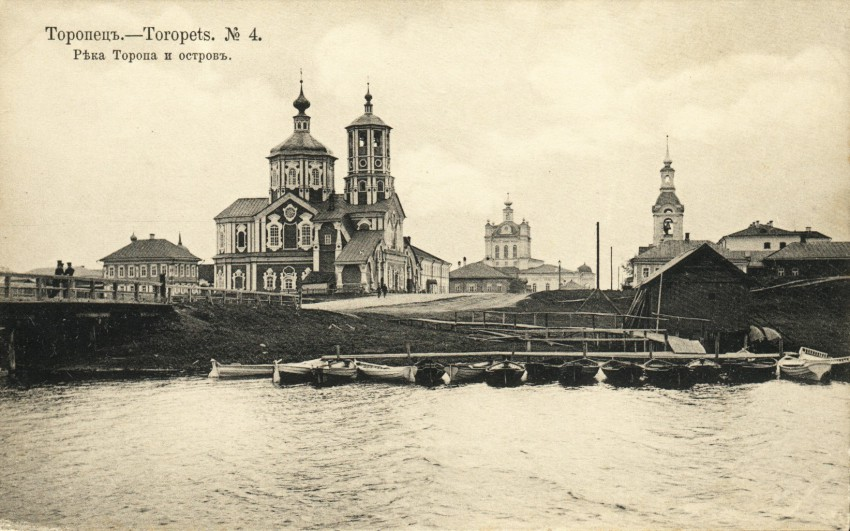
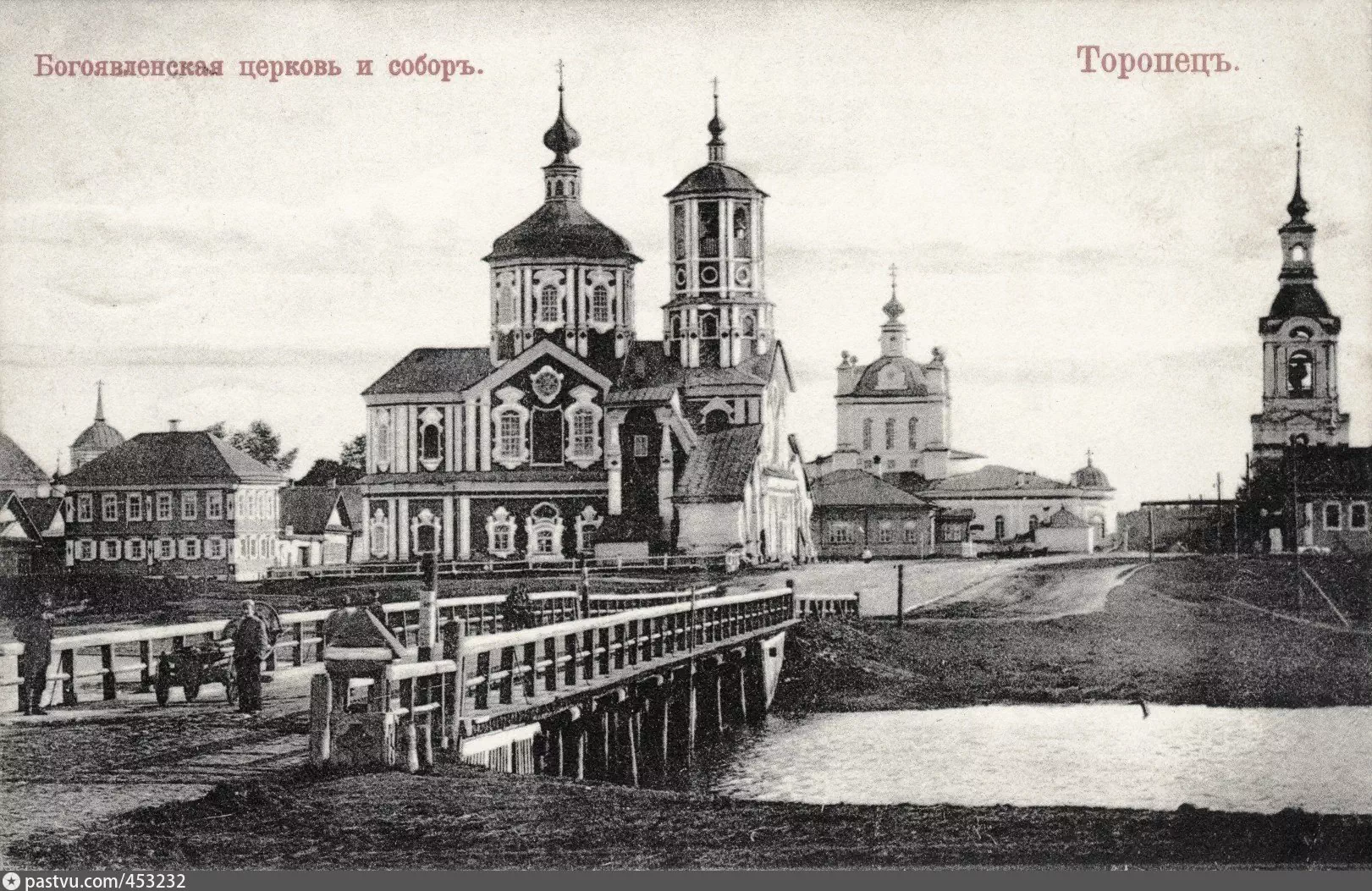

## Архитектура
Архитектурный стиль — русское барокко.
Кирпичный трёхпрестольный храм. Лучший из памятников барокко в Торопце. Двухэтажный храм с восьмигранным куполом и восьмигранной колокольней с богатым декоративным убранством в духе барокко. На двухэтажной трехъярусной колокольне висело 6 колоколов, самый большой из которых весил 90 пудов, самый маленький 2 пуда.

## Духовенство
В разные годы служили:
Священник Георгий Иоаннович Чистовский
Священник Василий Иоаннович Карзов
Священник Иоанн Димитриевич Панов (1870 — 08.07.1906)
Священник Александр Ратьковский (22.06.1905 — 29.12.1906)
Священник Иоанн Василиевич Безсребренников (29.01.1907 — 1913)

## Современное состояние
По состоянию на 2021 год храм не действует. В его здании расположен Торопецкий краеведческий музей.

## Галерея

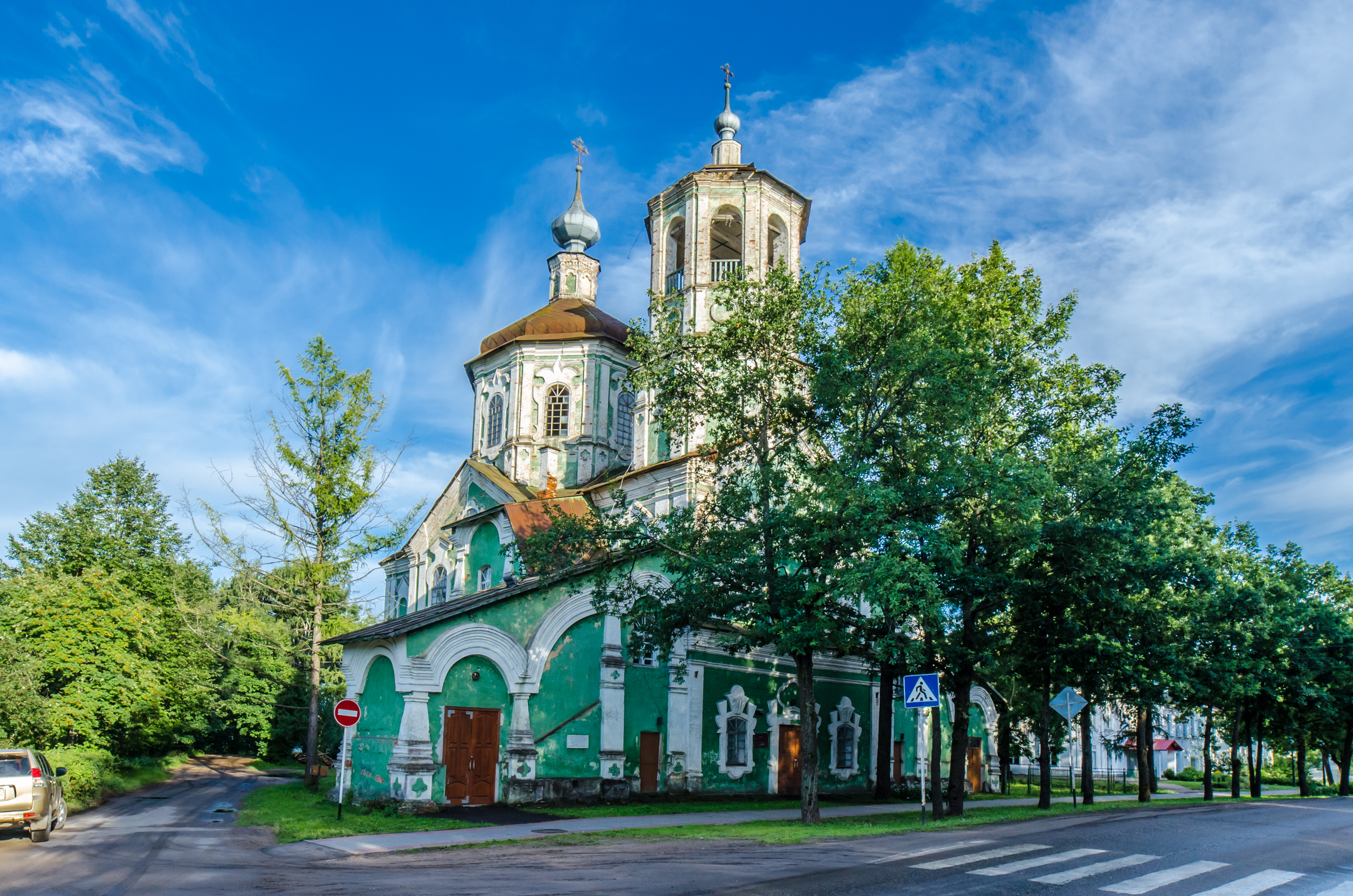
Общий вид храма.
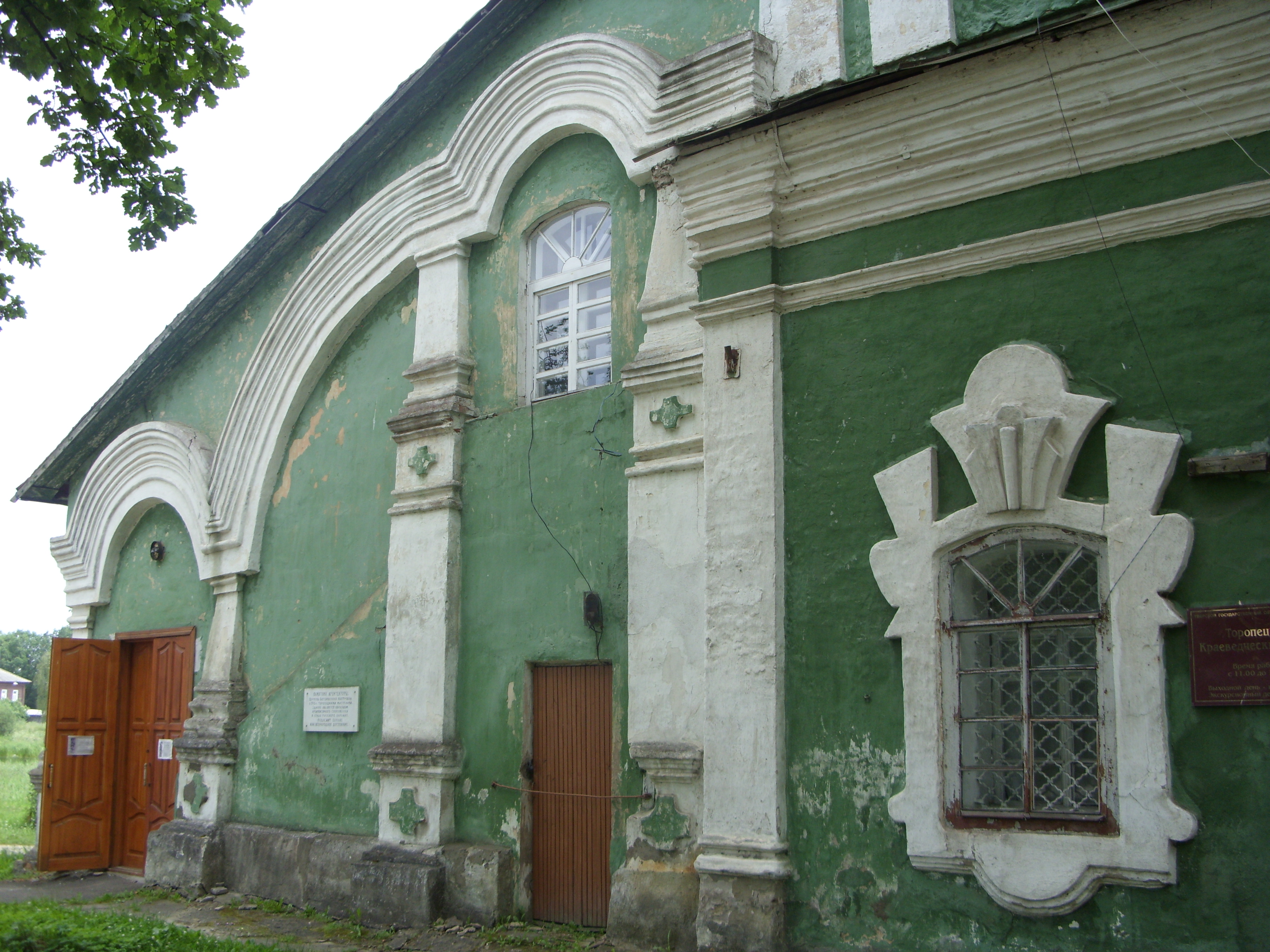
Фрагмент стены.
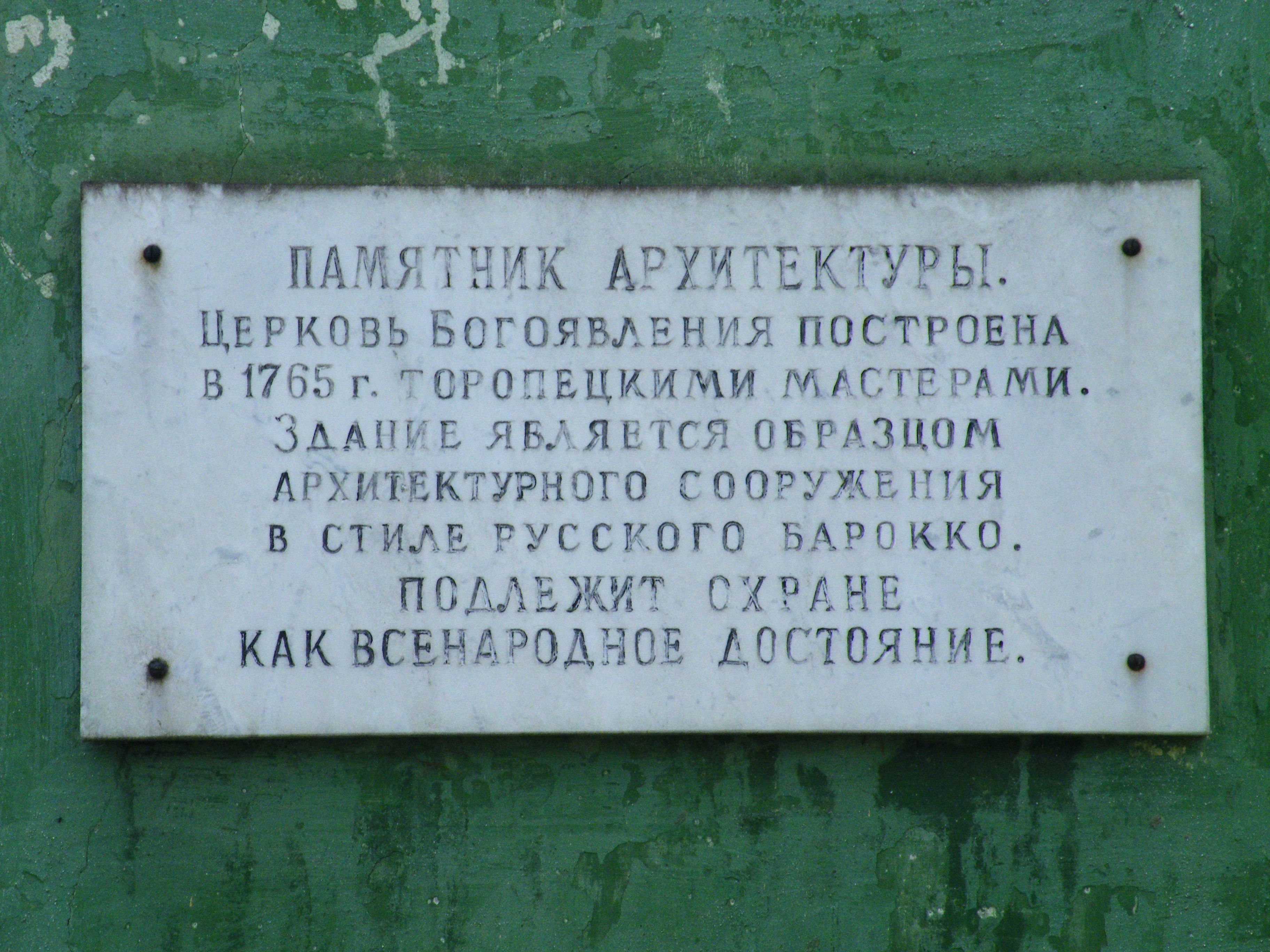
Мемориальная доска, говорящая о том, что храм является памятником архитектуры.
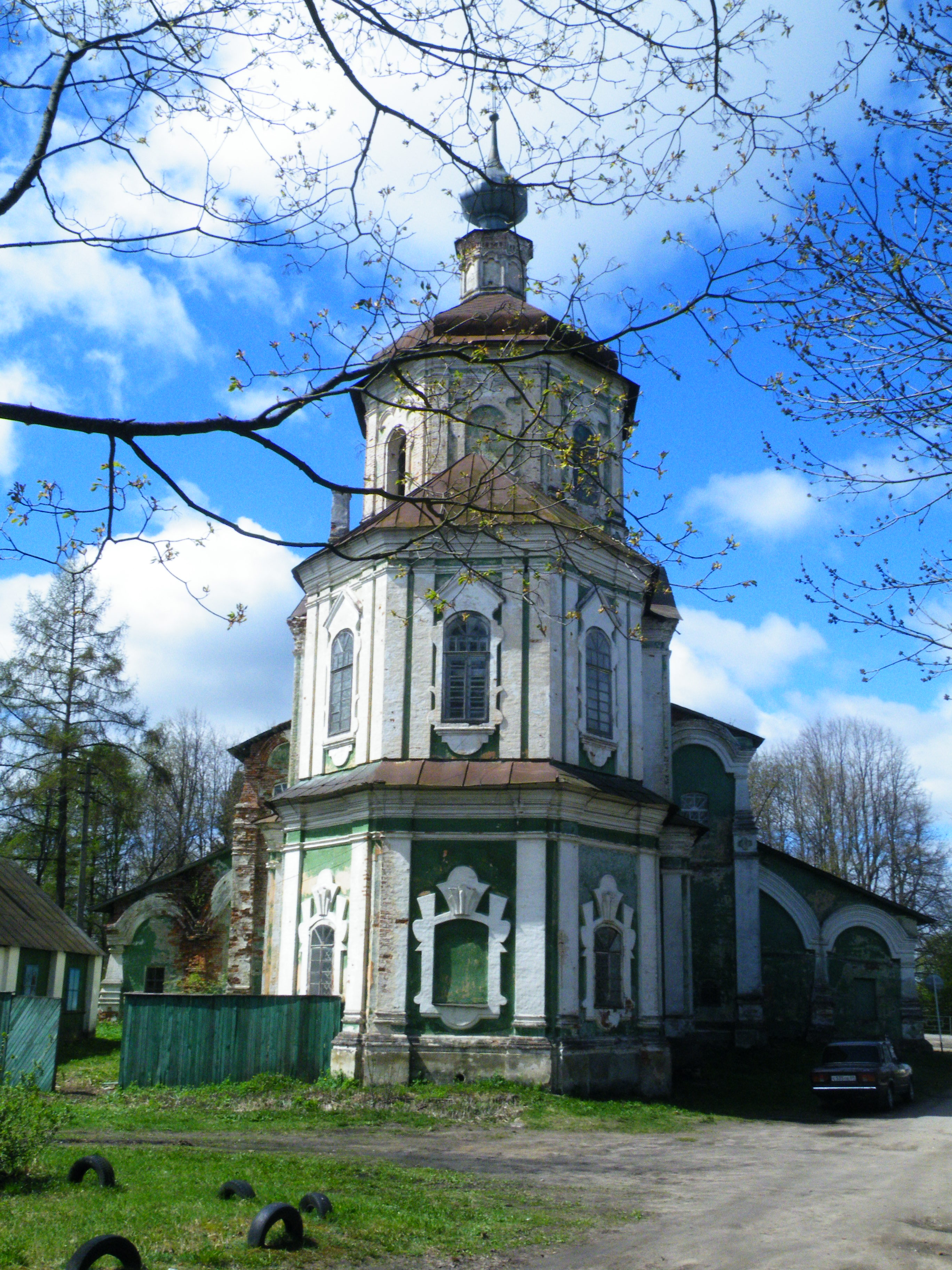
Вид со стороны двора.

## См.также
- Храмы Торопца